# Pacco pignoni

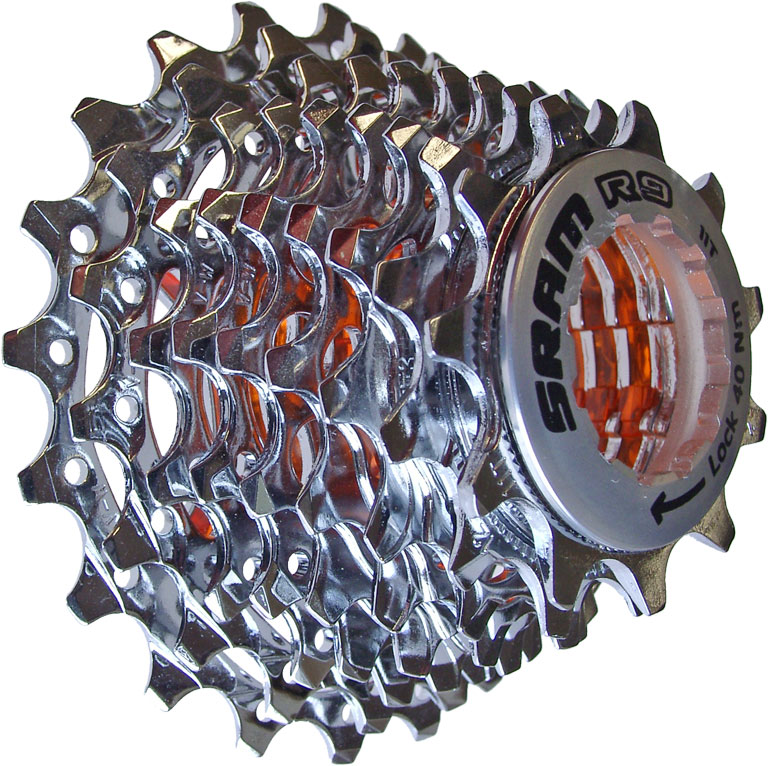
Cassetta pignoni SRAM da 9 pignoni (11-21)

Il pacco pignoni, chiamato anche cassetta, è il moderno sistema in uso sulle biciclette di tutti i tipi per avere a disposizione più pignoni alla ruota posteriore.

## Descrizione
Il sistema del pacco pignoni prevede l'uso di appositi mozzi in cui è presente un corpetto porta pignoni in plastica, acciaio o alluminio (più raramente anche in titanio) con apposite scanalature e dotato del meccanismo di ruota libera. I pignoni vengono infilati sciolti su questo corpetto e intervallati fra loro da appositi distanziali, assicurati alla fine da un'apposita ghiera. Questo sistema porta il vantaggio di un peso ridotto rispetto alle ruote libere tradizionali, la possibilità di smontare i componenti facilmente per una pulizia più accurata, ma soprattutto una possibilità di intercambiare in maniera facile e veloce i pignoni e perciò i rapporti a disposizione.

## Storia
Il pacco pignoni, che poi si evolse nella cassetta pignoni, fu una delle ultime invenzioni riguardante il sistema di trasmissione a catena della bicicletta, che deve parte della sua struttura e misura ai sistemi precedenti, caratterizzati da pignoni singoli.

### Pignoni singoli

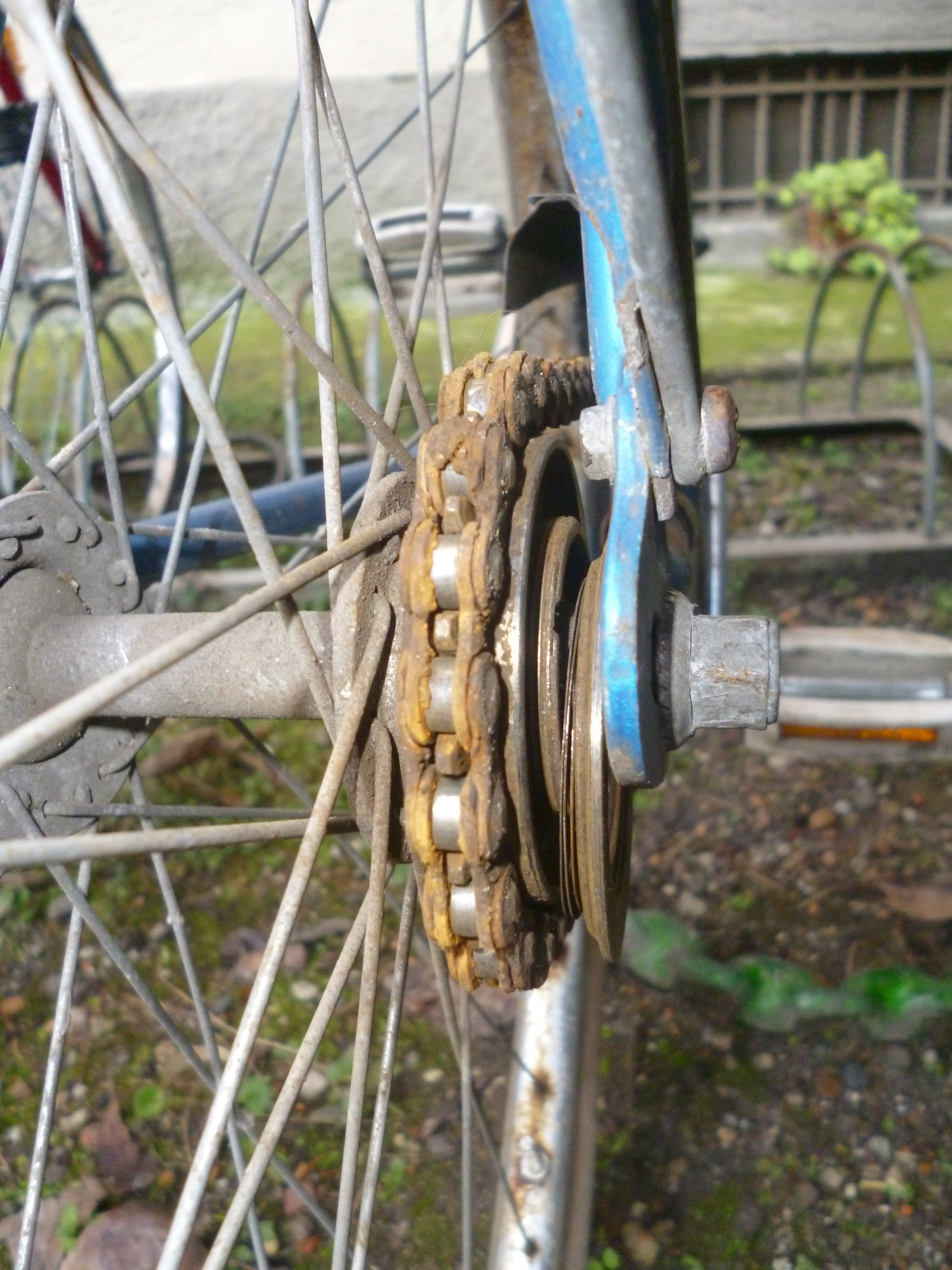
Singolo pignone, qui "aperto" (la trasmissione è interrotta)

I pignoni singoli con o senza ruota libera vennero usati con un numero differente a seconda del periodo storico.
Per svitare tali pignoni a ruota libera si deve agire con la chiave che s'innesta con il lato dell'anello interno e filettato della ruota libera.
Per la revisione della ruota libera è necessario svitare la copertura presente sul lato raggi della ruota libera, altri modelli prevedono tale copertura sul lato esterno, esattamente come nei sistemi a pacco pignoni.
Singolo pignone
I modelli più semplici e antichi sono quelli a singola velocità, che presentano un singolo pignone. Sono utilizzate normalmente con catene da 1/8", cioè più larghe di quelle usate nelle bici con i cambi.
Usualmente si utilizza un pignone da 18 denti, anche se abbastanza diffuso è quello da 16 denti soprattutto per biciclette con ruote piccole (esempio classico sono le bici pieghevoli come le Grazielle).
In questo caso il pignone viene frequentemente realizzato tutt'uno con l'anello esterno della ruota libera.
Alcune case come la Shimano in tempi recenti hanno prodotto anche pignoni singoli per catene da 3/32", cioè quelle usate nelle bici con i cambi.
2 pignoni
I due pignoni sono piuttosto rare, prodotte anche in tempi recenti per usi particolari, con dentature molto simili.
Inizialmente quando non esisteva il deragliatore, per poter cambiare marcia si doveva capovolgere la ruota, la quale era provvista di un pignone per ogni lato.
3 pignoni

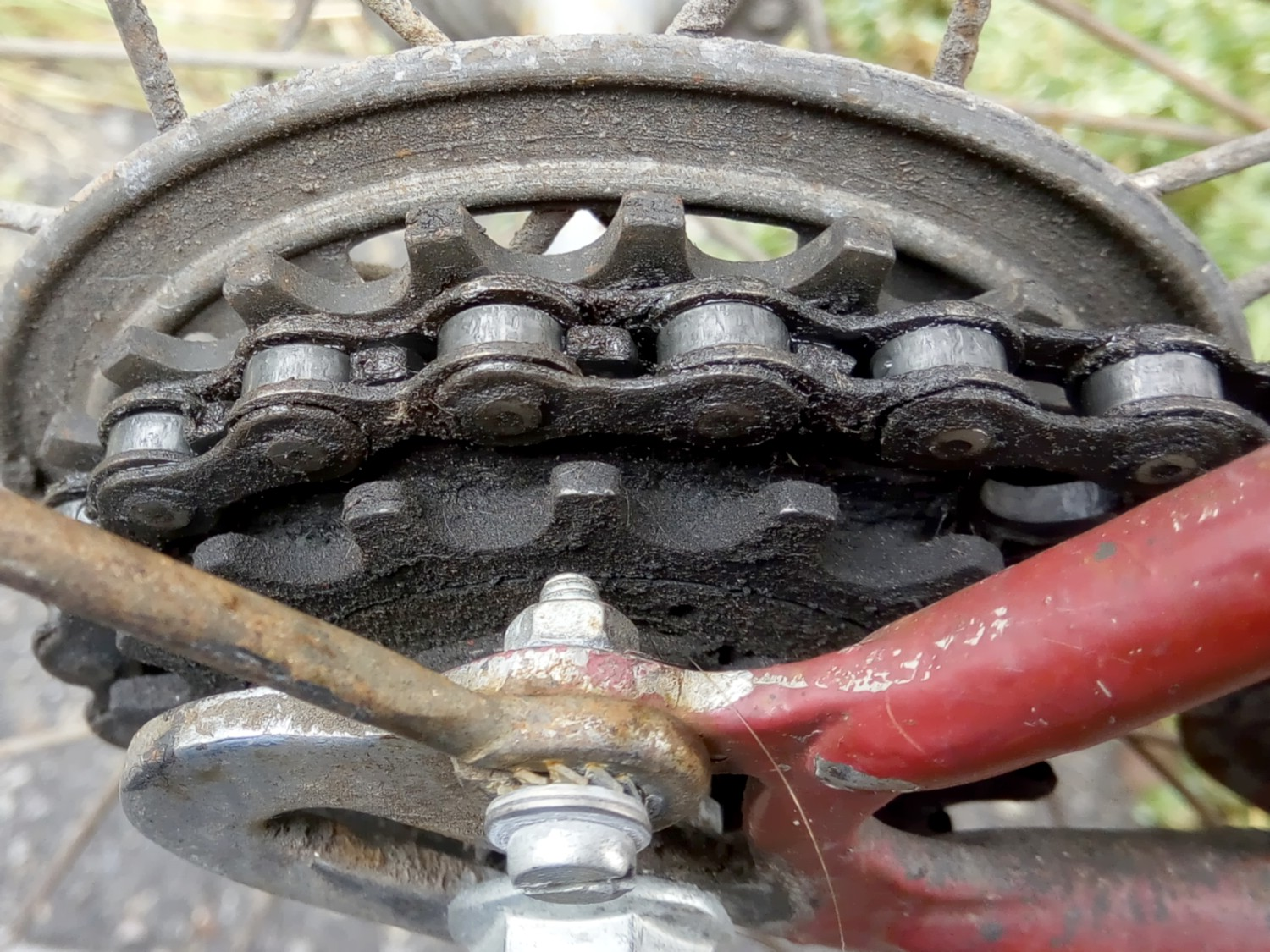
Pacco a 3 pignoni

Le prime coppie a 3 pignoni vennero prodotte con l'invenzione dei primi cambi di velocità negli anni venti e anni trenta, con una variazione di dentatura ancora piuttosto limitata. Nel caso delle bici da corsa, questo sistema a 3 pignoni era spesso affiancato dal pignone fisso sull'altro lato della ruota. L'uso rimase in seguito per le biciclette da turismo e da passeggio.

### Pacco pignoni

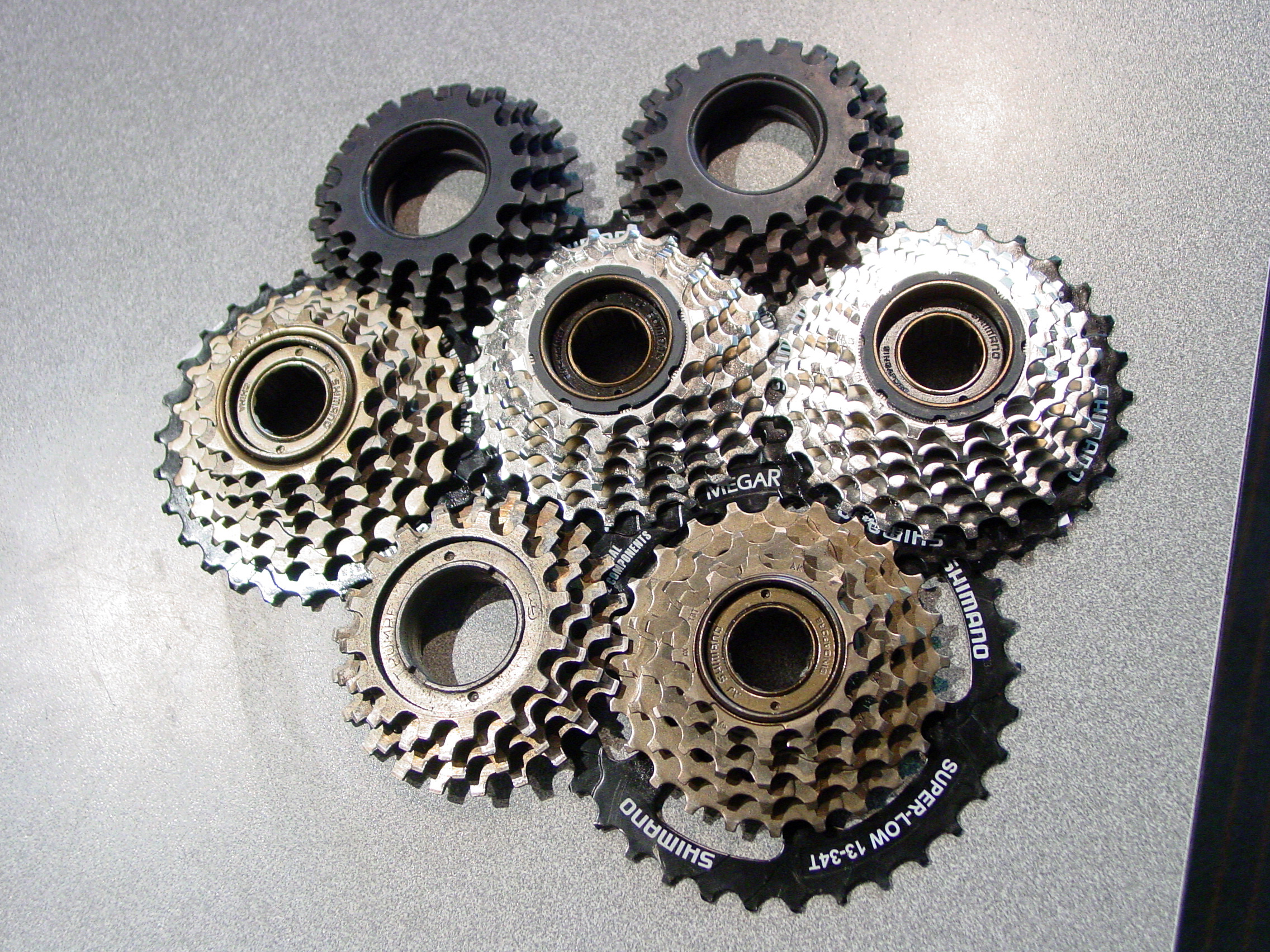
Pacchi pignoni sia a ruota libera che del tipo fisso, con progressione pignoni ridotta, normale e megarange

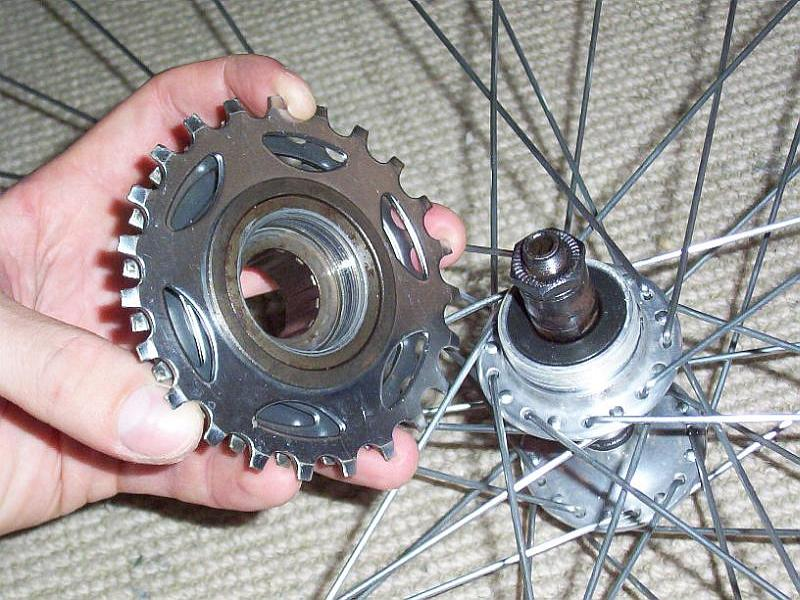
Pacchi pignoni e mozzo bicicletta

I sistema a pacco pignoni (a volte indicato come ruota libera con x velocità), prevedeva l'utilizzo di mozzi posteriori filettati a cui venivano avvitate le ruote libere, che erano munite di più pignoni, generalmente non superavano i 7 rapporti, per poter allentare o fissare il pacco pignoni si deve agire con la chiave che s'innesta internamente con il tamburo interno e filettato della ruota libera.
Per la revisione della ruota libera è necessario svitare la copertura del tamburo facendolo ruotare in senso orario e successivamente svitare la ruota libera dal mozzo.
I vari pignoni vengono tenuti in sede tramite le scanalature presenti sul tamburo esterno della ruota libera, mentre l'ultimo pignone serve a serrare il tutto (in rari casi viene utilizzata una ghiera), in quanto si avvita al tamburo esterno della ruota libera
4 pignoni
L'uso di 4 pignoni alla ruota iniziò a diffondersi fin da prima della Seconda guerra mondiale; il famoso cambio a bacchetta della Campagnolo usava appunto questo tipo di ruote libere. Sono rimaste poi fino agli anni settanta su molte bici da passeggio con cambio di velocità solo al posteriore.
5 pignoni
Fecero la loro comparsa con il cambio ad una leva (modello poi ribattezzato Paris-Roubaix) della Campagnolo, ma conobbero grande diffusione solo con l'introduzione del cambio a parallelogramma (il celeberrimo Campagnolo Gran Sport) negli anni cinquanta. Divenute uno standard per tutti gli anni sessanta, furono a lungo usate sia nelle bici da corsa che in quelle da passeggio. Le più celebri furono quelle prodotte dalla società Regina di Merate.
6 pignoni
Vennero introdotte negli anni '60 avvitando un ulteriore pignone su quello più piccolo del sistema a 5 pignoni. Tuttavia su molti mozzi non era possibile effettuare questa operazione senza aumentare la lunghezza del perno stesso del mozzo, per evitare che il pignone più piccolo sfregasse sul carro della bicicletta. Proprio per questo motivo la larghezza della battuta del mozzo venne aumentata dallo standard di 120 mm a quello di 126 mm.
Conobbero tuttavia ampia diffusione solo negli anni settanta.
7 pignoni
Introdotte negli anni '70 con lo stesso procedimento adottato per quelle a 6 velocità, caratterizzarono le bici da corsa degli anni ottanta. Furono nel frattempo rimpiazzate dalle prime cassette introdotte dalla Shimano.
8 pignoni
Prodotte da poche ditte a cavallo fra anni '80 e novanta, potevano funzionare già con i comandi a manubrio (gli Ergopower della Campagnolo e gli STI della Shimano) continuando ad utilizzare le vecchie ruote a filetto, tuttavia non ebbero gran successo, in quanto la distanza fra il pignone più piccolo e la filettatura di fissaggio al mozzo era causa di rotture.

### Cassette pignoni

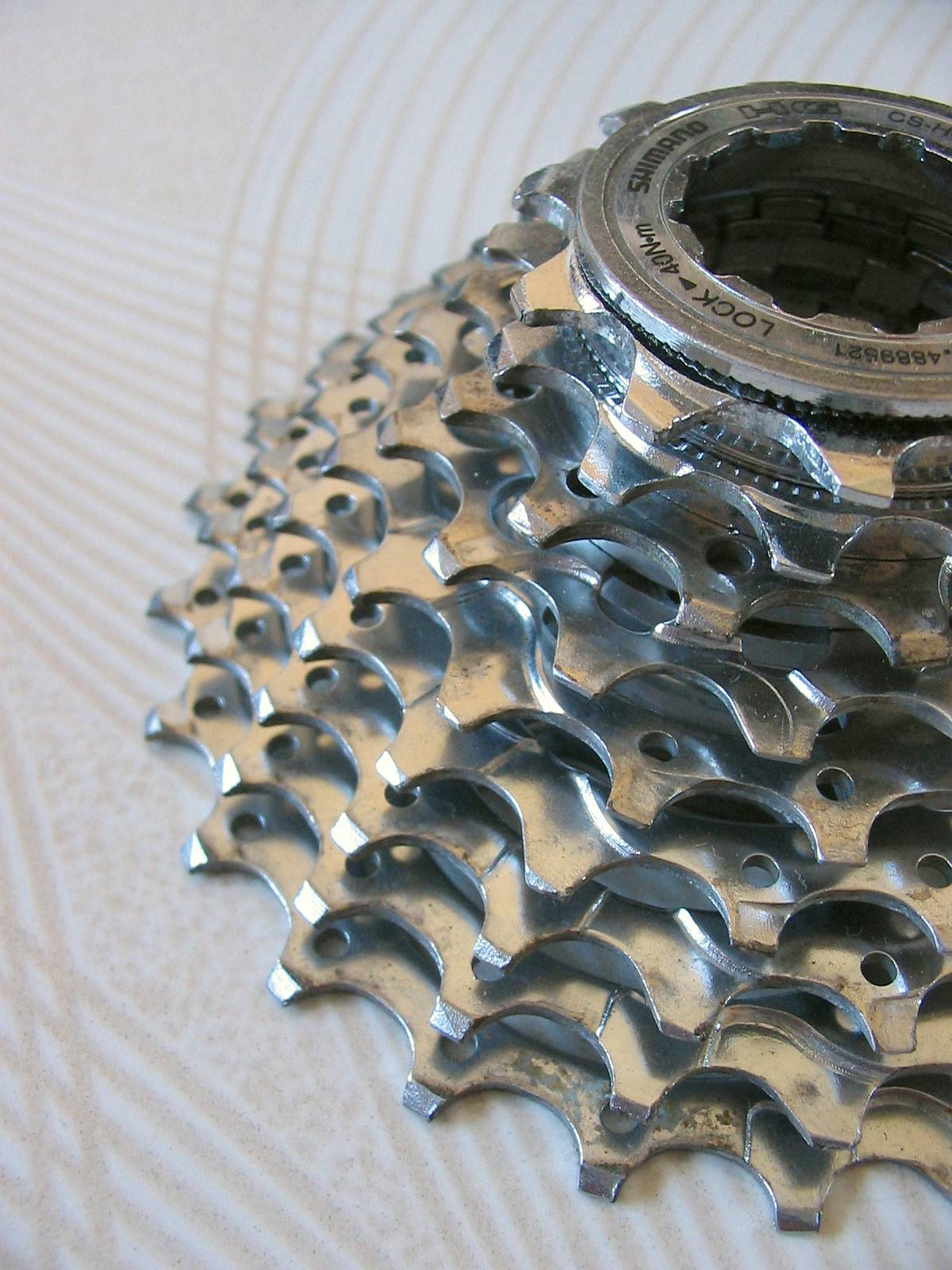
Cassetta pignoni Shimano HG

Il sistema ha iniziato a trovare diffusione a cavallo fra gli anni settanta e anni ottanta, grazie alla sua introduzione da parte di alcune ditte di componenti per bici dell'Estremo Oriente.
Il sistema a cassette pignoni prevede che la ruota libera sia avvitata o ricavata nel mozzo ed è munita di cilindro scanalato e di una filettatura all'estremità che rimane più laterale alla bici (la filettatura può essere all'interno od esterno del cilindro), mentre i pignoni vengono infilati sul cilindro scanalato e bloccati tramite o il pignone più piccolo o una ghiera, per poter fissare e allentare la cassetta pignoni è necessario tenerla bloccata e agire sul pignone o ghiera di fissaggio.

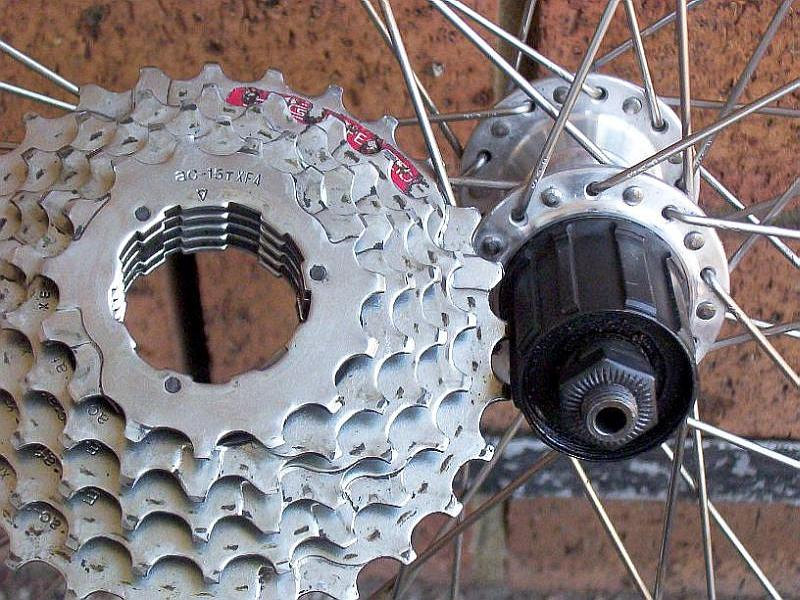
Cassetta pignoni e ruota libera a cassetta Campagnolo

L'introduzione della cassetta pignoni da parte di Campagnolo avvenne solo negli anni novanta, visto che la casa preferì applicare le sue risorse produttive su soluzioni più tradizionali come la Ruota libera Campagnolo in alluminio, di cui è possibile la personalizzazione tramite un'apposita cassetta di attrezzi.
Attualmente esistono vari tipi di corpetto a seconda delle case produttrici, senza possibilità di compatibilità fra di loro, soprattutto fra Shimano e Campagnolo che mantengono anche proprie specifiche differenti sull'indicizzazione del cambio e quindi della distanza fra i singoli pignoni.
Nel caso delle cassette Shimano, queste possono essere Uniglide (UG da 5 a 8 velocità), Hyperglide (HG 7v e HG 8/9v) e Hyperglide 10v (HG10v), con compatibilità tra le varie cassette pignoni molto variabili a seconda della ruota libera utilizzata
Nel caso delle cassette Campagnolo, queste possono essere originale a cassetta, a cassetta per media-bassa gamma e mozzo oversize per cassetta alta gamma, dove esistono diverse opzioni di compatibilità e non compatibilità

## Numero e grandezza dei pignoni

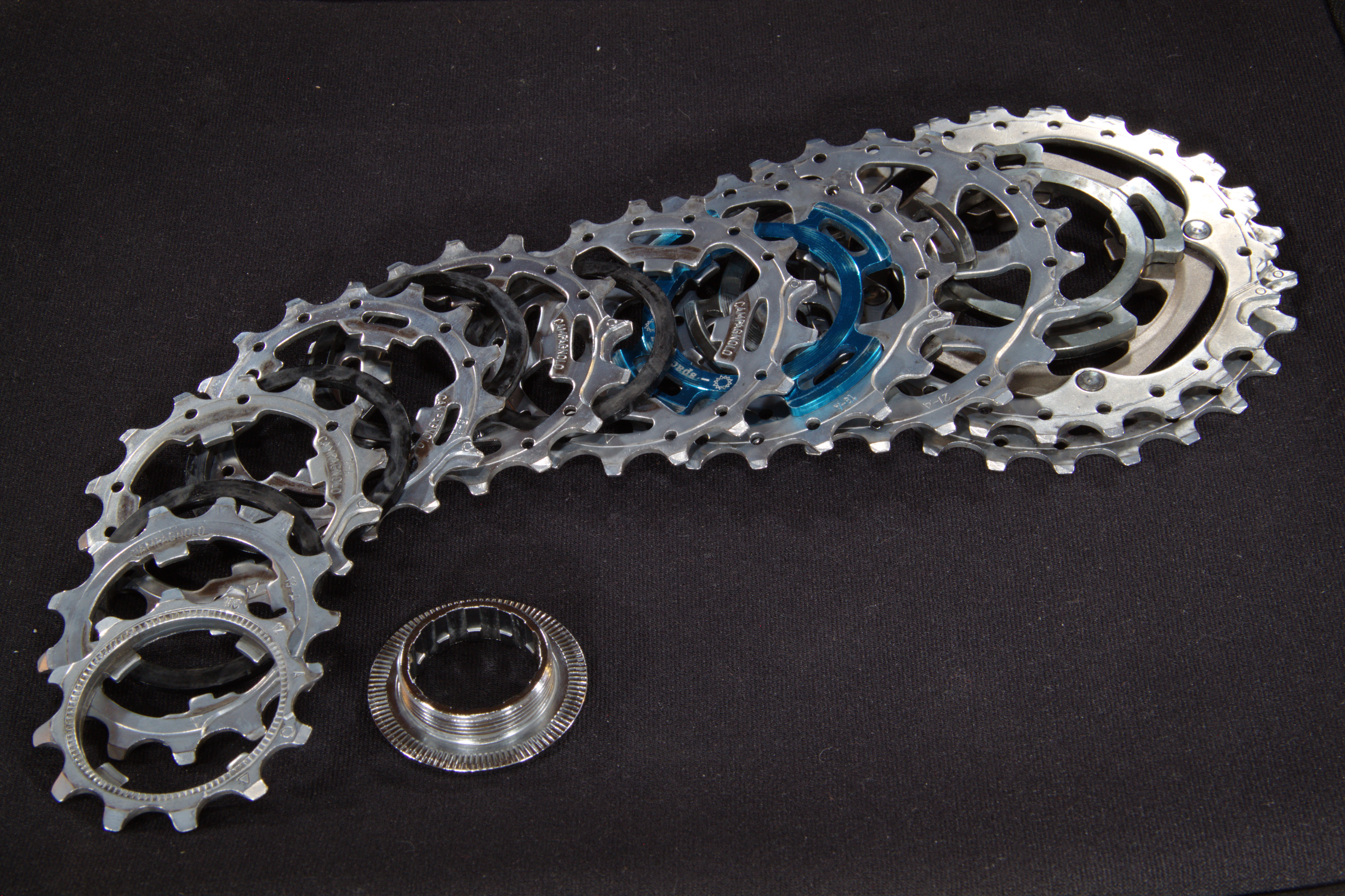
Cassetta pignoni Campagnolo Centaur a 10 velocità disassemblato

Dal 2016 il numero massimo di pignoni nei pacchi è di 12 per le mountain bike e di 11 per le biciclette da corsa, anche se la Shimano già nel 1999 aveva pubblicato il brevetto di un pacco pignoni da 14 velocità. Nel 2018 Campagnolo ha per prima introdotto il cambio a 12 velocità per i gruppi di alta gamma Super Record e Record. Il pignone minimo che si può utilizzare nei sistemi a ruota libera a cassetta è quello da 10 denti, contro il 13 dei sistemi a ruota libera filettata, ma è possibile scendere a 9 denti utilizzando soluzioni specifiche studiate dai vari costruttori; il più grande è di 52 denti per le mountain bike e di 32 per le bici da corsa (28 denti per Shimano, 29 per Campagnolo e 32 per Sram).
L'uso del pacco pignoni ha inoltre consentito l'aumento del numero stesso dei pignoni: con il sistema a filetto i pignoni erano appunto avvitati sul corpo della ruota libera e non ne poteva essere ridotta più di tanto la larghezza per evitare che si danneggiassero con l'uso. Il sistema di fissaggio tramite le scanalature ha consentito di usare pignoni più sottili arrivando ad aumentarne il numero in pochi anni, ma ha altresì portato alla necessità di catene più strette e dedicate al numero di pignoni in questione, eliminando l'indipendenza fra numero di pignoni e tipo di catena.